# Schönheitsoperation
Die Schönheitsoperation oder Kosmetische Operation ist ein chirurgischer Eingriff ohne medizinische Indikation. Die Schönheitsoperation dient damit einer oft nur subjektiv wahrgenommenen Verschönerung des menschlichen Körpers und grenzt sich u. a. damit etwa gegen die Körpermodifikation ab.
Schönheitschirurgie und kosmetische Chirurgie sind von den medizinischen Berufsverbänden nicht als Fachgebiete definiert und dürfen, laut bundesdeutschem Verfassungsgericht, von allen in Deutschland tätigen Ärzten (außer reinen Zahnärzten) angeboten und ausgeführt werden. „Kosmetische Operationen“ sind ästhetische Operationen. Die anerkannte Ästhetische Chirurgie ist in Deutschland Teil der Facharztkompetenz Plastische und Ästhetische Chirurgie zugeordnet, in der Schweiz dem Fachgebiet Plastische, Rekonstruktive und Ästhetische Chirurgie, in Österreich dem Sonderfach Plastische, ästhetische und rekonstruktive Chirurgie.

## Soziales

### Motive

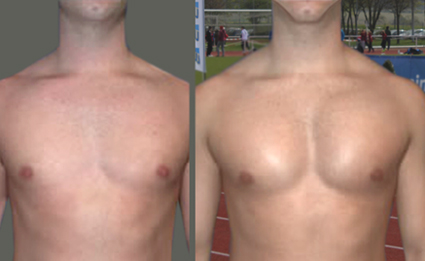
Implantate werden beispielsweise eingesetzt, um ein dauerhaftes trainings-unabhängiges „muskulöses“ Aussehen zu erreichen, etwa bei der männlichen Brust

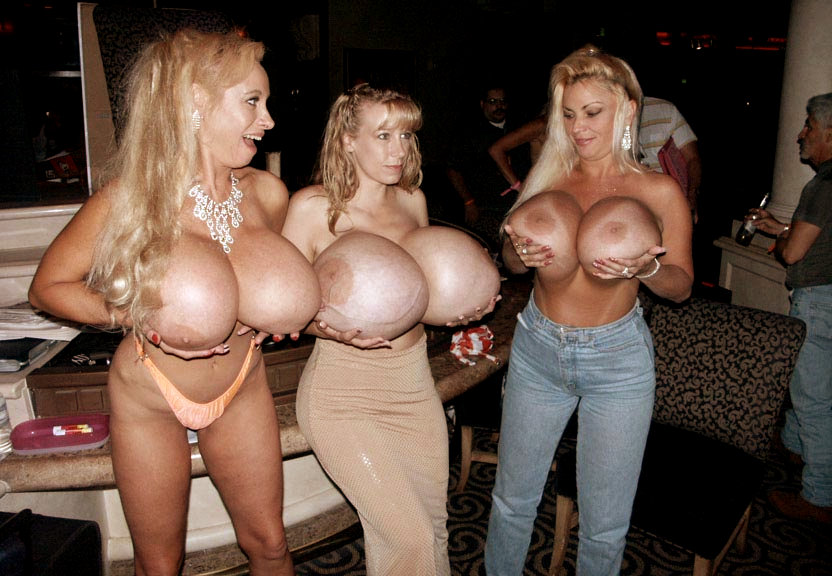
Extreme Brustvergrößerung bei dem Model Chelsea Charms (Mitte) und zwei Kolleginnen

Die Steigerung und Verbesserung des eigenen Aussehens stellt das Hauptmotiv für diese Formen der Chirurgie dar. Häufig ist das Motiv beruflicher Natur. Dabei geht es nicht darum, einem allgemeinen Schönheitsideal näher zu kommen, sondern sich zielgerichtet einen Wettbewerbsvorteil zu verschaffen; zum Beispiel sind ein zierlicheres Gesicht (mittels einer verkleinerten Nase) in der Casting-Show, die Senkung des Körperfettanteils durch das Absaugen von Fett für bestimmte Sportarten, ein dezentes Facelifting, um in der Schauspielerei bestimmten Rollen auch im Alter zu entsprechen, oder die Definition von Muskeln mittels Implantaten bei männlichen Models Anwendungsgebiete.
Die mediale Aufmerksamkeit gilt jedoch mehr solchen Personen, die zahlreiche plastische Operationen haben durchführen lassen und einem extremen Schönheitsideal folgen, etwa dem von Puppen oder Comicfiguren. Diesen Personen wird eine Dysmorphophobie attestiert, wonach sie eine stark abweichende Wahrnehmung ihres Aussehens im Vergleich zu ihrer Umwelt haben. Sie finden sich ursprünglich hässlich (gar entstellt) und verfolgen mit den Operationen das Ziel der Herstellung ihres Idealbildes.
Die Psychoanalytikerin Ada Borkenhagen sprach im Jahr 2001 unter dem Titel Gemachte Körper vom „Körper als Projekt“. Dabei gehe es „um die Inszenierung des Selbst durch Überschreitung der Körpergrenzen“. Es handele sich „um spezifische Mechanismen der Identitätsgestaltung, bei dem sich das Selbst über eine Bearbeitung und Gestaltung des Körpers“ inszeniere. Den „Mechanismus dieser Selbstinszenierung durch Körper-Gestaltung“ bezog sie auf psychoanalytische Konzepte wie das „Spiegelstadium und Weiblichkeit als Maskerade“, wobei diese Maskerade „nicht länger auf Frauen beschränkt zu sein“ scheine, „sondern in der spätmodernen Massenkultur als »Mas(s)kerade« […] das Verhältnis zum Körper für beide Geschlechter zu bestimmen“ beginne.
Die American Society of Plastic Surgeons berichtete von einer Zunahme der Schönheitsoperationen in den USA im Jahr 2023 und stellte dies in einen Zusammenhang mit einer starken, schnellen Gewichtsabnahme mittels Präparaten wie Ozempic und Wegovy.

### Häufigkeit von Brustoperationen
Von 2017 bis 2022 hat sich die Zahl dieser Operationen nahezu verdoppelt auf etwa:
- Brustvergrößerung  76.650
- Bruststraffung     31.950
- Brustverkleinerung 24.170.[5]

### Ästhetische Chirurgie in der populären Kultur
„Schönheitsoperationen“ waren wiederholt Thema in Spielfilmen, z. B. in Die Rivalin (1973), Fedora (1978), American Mary (2012) und 200 Pounds Beauty (2006). Auch der Dokumentarfilm Modify (2005) befasst sich mit diesem Thema. Der deutsche Privatsender VOX (RTL Gruppe) widmete dem Thema eine Serie im Doku-Soap Format mit dem Namen Spieglein Spieglein.
Der österreichische Privatsender ATV widmete dem Thema eine Serie im Doku-Soap Format mit dem Namen Ein Leben für die Schönheit.
Auch für Musiker war es schon ein Thema:
- Chanson „Wegen Emil seine unanständ'ge Lust“ (1929; M.: Paul Strasser, T.: Julian Arendt) der Volkssängerin Claire Waldoff[8]
- Chanson „Die Schöne aus der Neuen Welt“ des Liedermachers Max Biundo[9]

## Risiken
Jede Operation ist mit Gefahren verbunden, somit auch Schönheitsoperationen. Allgemeine Risiken wie Embolien, Thrombosen und Allergien werden zumeist durch die prophylaktische Gabe spezieller Medikamente behandelt. Gezielte prä- und postoperative Maßnahmen können ebenfalls zur Heilung beitragen.
Neben dem Risiko von Schwellungen, Blutergüssen, sichtbaren Narben und Infekten können diese Operationen ebenfalls tödlich enden: Beispielsweise starb das argentinische Modell Solange Magnano im Jahr 2009 an einer Lungenembolie, nachdem sie zwei Tage zuvor eine Schönheitsoperation an ihrem Po hatte vornehmen lassen. Im Jahr 2011 starb die Pornodarstellerin Sexy Cora wegen Narkosefehlern und fehlerhafter Wiederbelebung während einer Brustoperation.
Eine weitere Gefahr geht von den unrealistischen Erwartungen der Patienten aus.

## Kostenübernahme
Es erfolgt in Deutschland keine Kostenübernahme durch die Gesetzliche Krankenversicherung bei Eingriffen der Schönheitschirurgie, die auf Wunsch des Patienten zur ästhetischen Verbesserung durchgeführt werden. In diesen Fällen sind die Gesamtkosten durch den Patienten zu tragen, einschließlich des Verdienstausfalls. Gesetzlich Versicherte, die sich einer medizinisch nicht indizierten Maßnahme, wie einer Schönheitsoperation, einer Tätowierung oder einem Piercing unterzogen haben, haben sich auch an den Kosten einer dadurch entstandenen Komplikation, einschließlich des Krankentagegeldes angemessen zu beteiligen. Ärzte und Krankenhäuser unterliegen dabei einer Anzeigepflicht von Folgeerkrankungen medizinisch nicht notwendiger Behandlungen. Außerdem besteht bei Arbeitsunfähigkeit kein Anspruch auf Entgeltfortzahlung, denn der Arbeitgeber hat nur das normale Krankheitsrisiko des Arbeitnehmers zu tragen.
Für die Absicherung der finanziellen Risiken von schicksalhaften Komplikationen nach Schönheitsoperationen gibt es verschiedene Anbieter sogenannter Folgekostenversicherungen.

## Rechtliches
Für Schönheitsoperationen durch plastisch-chirurgische Eingriffe darf nicht geworben werden, indem vergleichend Vorher- und Nachherbilder dargestellt werden (§ 11 Abs. 1 S. 3 Nr. 1 Heilmittelwerbegesetz). Der Bundesgerichtshof hat entschieden, dass dies auch für das Unterspritzen von Hyaluronsäure gilt und damit eine Vergleichbarkeit mit Piercings und Tätowierungen abgelehnt.